# Kulturologija
Kulturologija je interdisciplinarna veda o kulturi. Povezuje aspekte umetnostne zgodovine, literarnih ved, znanosti o medijih, filozofije, teologije, psihologije in sociologije. 
Posebej pozorna je kulturologija na antropologijo kulturnega ustvarjanja znotraj določenih družbenih, zgodovinsko-političnih, literarno-umetniških, ekonomskih in pravnih okvirov. Tudi študije spola (angl. gender studies) spadajo v kulturologijo. Ponekod kulturologijo razumejo kot teoretično analizo kulturnih pojavov v najširšem smislu, drugod je v veljavi ožji pomen, sinonimen umetnosti. Nekje vmes je pomen kulturologije kot novejše oblike humanistike. V akademski okvir kulturologije spadajo med drugim: filmska analiza, vizualna kultura, literarna zgodovina, glasbena zgodovina oziroma muzikologija, teatrologija ipd.